# البطولة الوطنية التونسية 1989–90
الدوري التونسي لكرة القدم 1989-1990 هو الموسم رقم 35 من الرابطة التونسية المحترفة الأولى لكرة القدم. أفضل 16 ناديا تونسيا يلعبون فيما بينهم ذهابا وإيابا.

فاز بهذا الموسم النادي الأفريقي، وجاء ثانيا الترجي الرياضي التونسي وثالثا الملعب التونسي.